# Грейс Мендонса
Грейс Мария Фернандес Мендонса (на португалски: Grace Maria Fernandes Mendonça) е бразилски юрист – главен адвокат на Бразилия от 9 септември 2016 г. до 31 декември 2018 г.

## Биография
Грейс Мендонса е родена на 17 октомври 1968 г. в град Жануария, Минас Жераис. През 1990 г. тя завършва право в Университетския център на Федералния окръг. В периода 1993 – 1994 г. придобива следдипломна квалификация по гражданско процесуално право в Бразилския институт за процесуално право. През 2014 г. получава магистърска степен по конституционно право от Бразилския институт за публичноправни науки.
Своята юридическа кариера Грейс Мендонса започва през 1992 г., когато печели конкурс за адвокатска позиция в Компанията за недвижимо имущество на Бразилия. През 1994 г. започва работа като адвокат към Секретариата на земеделието, животновъдството и продоволствието на Федералния окръг. От 1995 г. до 2001 г. е юридически съветник на главен субпрокурор в Главната прокуратура на Републиката. През 2001 г. Грейс Мендонса започва работа в Главната адвокатура на Съюза и в качеството си на адвокат на Съюза е юридически съветник към Министерството на правосъдието. През ноември 2001 г. Мендонса е назначена за главен координатор в кабинета на главния адвокат на Съюза. През май 2002 г. тя заема позиция на секционен прокурор на Съюза. През септември 2002 г. Грейс Мендонса е назначена за асистент на главния адвокат на Съюза, а през май 2003 г. заема длъжността Главен секретар по съдопроизводството на AGU – орган, който представлява държавата в делата пред Върховния федерален съд. На тази длъжност Мендонса участва в повече от 60 дела на Върховния федерален съд.
Междувременно, в периода 2002 – 2015 г. преподава в Католическия университет на Бразилия, където води курсове по админстративно, конституционно и гражданско процесуално право.
На 9 септември 2016 г. президентът Мишел Темер назначава Грейс Мендонса за главен адвокат на Съюза, с което Мендонса става първата жена на този пост.
Грейс Мендонса ръководи Главната адвокатура до 31 декември 2019. На 1 януари 2019 г. постът е зает от Андре Мендонса, който е назначен от новия бразилски президент Жаир Болсонаро.
На 26 април 2019 г. Върховният федерален съд на Бразилия включва Грейс Мендонса в листата от тримата кандидати за министри във Висшия елелторален съд, един от които президентът на страната трябва да номинира за член на Висшия електорален съд от квотата на адвокатите. От тримата кандидати Грейс Мендонса печели най-много гласове по време на процедурата във Върховния съд - десет гласа, а останалите двама кандидати събират по седем. Въпреки това президентът Болсонаро номинира един от другите двама кандидати.
На 28 юни 2019 чрез обявление в Официалния вестник на Съюза Грейс Мендонса официално е освободена от поста си на адвокат на Съюза в Главната адвокатура, след като сама подава молба за напускане.
По-късно през 2019 започва частна адвокатска практика в собствена адвокатска кантора в град Бразилия.